# Мармадюк (Арканзас)
Мармадюк (англ. Marmaduke) — місто (англ. city) в США, в окрузі Грін штату Арканзас. Населення — 1212 особи (2020).

## Географія
Мармадюк розташований на висоті 85 метрів над рівнем моря за координатами 36°11′22″ пн. ш. 90°23′8″ зх. д. / 36.18944° пн. ш. 90.38556° зх. д. (36.189439, -90.385694).  За даними Бюро перепису населення США в 2010 році місто мало площу 3,38 км², уся площа — суходіл.

## Демографія
Згідно з переписом 2010 року, у місті мешкало 1111 особа в 444 домогосподарствах у складі 289 родин. Густота населення становила 329 осіб/км².  Було 478 помешкань (141/км²). 
Расовий склад населення:
| - 97,8 % — білих - 0,1 % — корінних американців - 0,1 % — азіатів |

До двох чи більше рас належало 1,7 %. Іспаномовні складали 1,7 % від усіх жителів.
За віковим діапазоном населення розподілялося таким чином: 28,6 % — особи молодші 18 років, 59,2 % — особи у віці 18—64 років, 12,2 % — особи у віці 65 років та старші. Медіана віку мешканця становила 34,3 року. На 100 осіб жіночої статі у місті припадало 90,6 чоловіків;  на 100 жінок у віці від 18 років та старших — 86,6 чоловіків також старших 18 років.
Середній дохід на одне домашнє господарство  становив 38 994 долари США (медіана — 31 379), а середній дохід на одну сім'ю — 47 925 доларів (медіана — 34 688). За межею бідності перебувало 27,7 % осіб, у тому числі 44,4 % дітей у віці до 18 років та 19,6 % осіб у віці 65 років та старших.
Цивільне працевлаштоване населення становило 361 осіб. Основні галузі зайнятості: виробництво — 26,3 %, освіта, охорона здоров'я та соціальна допомога — 21,3 %, мистецтво, розваги та відпочинок — 9,7 %, роздрібна торгівля — 9,4 %.
За даними перепису населення 2000 року в Мармадюці проживало 1158 осіб, 323 родини, налічувалося 487 домашніх господарств і 528 житлових будинків. Середня густота населення становила близько 340,6 осіб на один квадратний кілометр. Расовий склад Мармадюка за даними перепису розподілився таким чином: 96,80 % білих, 0,43 % — корінних американців, 0,09 % — азіатів, 2,16 % — представників змішаних рас, 0,52 % — інших народів. Іспаномовні склали 0,78 % від усіх жителів міста.
З 487 домашніх господарств в 32,4 % — виховували дітей у віці до 18 років, 53,2 % представляли собою подружні пари, які спільно проживали, в 10,5 % сімей жінки проживали без чоловіків, 33,5 % не мали сімей. 30,0 % від загального числа сімей на момент перепису жили самостійно, при цьому 16,4 % склали самотні літні люди у віці 65 років та старше. Середній розмір домашнього господарства склав 2,34 особи, а середній розмір родини — 2,93 особи.
Населення міста за віковим діапазоном за даними перепису 2000 року розподілилося таким чином: 25,2 % — жителі молодше 18 років, 7,7 % — між 18 і 24 роками, 28,1 % — від 25 до 44 років, 22,5 % — від 45 до 64 років і 16,6 % — у віці 65 років та старше. Середній вік мешканця склав 36 років. На кожні 100 жінок в Мармадюці припадало 85,6 чоловіків, у віці від 18 років та старше — 84,3 чоловіків також старше 18 років.
Середній дохід на одне домашнє господарство в місті склав 23 300 доларів США, а середній дохід на одну сім'ю — 31 016 доларів. при цьому чоловіки мали середній дохід в 23 375 доларів США на рік проти 19 432 долара середньорічного доходу у жінок. Дохід на душу населення в місті склав 11 506 доларів на рік. 18,1 % від усього числа сімей в окрузі і 20,4 % від усієї чисельності населення перебувало на момент перепису населення за межею бідності, при цьому 24,8 % з них були молодші 18 років і 19,7 % — у віці 65 років та старше.

## Історія
Населений пункт Мармадюк отримав свою назву на честь генерал-майора армії Конфедеративних Штатів Америки Джона Сапінгтона Мармадюка, який після закінчення Громадянської війни в США став губернатором штату Міссурі.
2 серпня 1909  Мармадюк отримав статус міста. До 1914 року місто сильно розрослося, його інфраструктура включала в себе три комерційні банки, дві аптеки, три ресторани, методистську та баптистську церкви, дві перукарні, кілька готелів, пансіонат і два магазини, що торгують товарами за зниженими цінами. Найважливішими підприємствами міста в той час були лісозаготівельна фабрика, лісопильний завод та крупне млинове підприємство.